# Освальд, Герд
Герд Освальд (англ. Gerd Oswald; 1919—1989) — американский актёр, режиссёр, сценарист, продюсер. Сын режиссёра Рихарда Освальда и актрисы Кете Освальд.

## Избранная фильмография

### Актёрские работы
| № п/п | Год  | Оригинальное название                  | Русскоязычное название                    | Роль           |
| ----- | ---- | -------------------------------------- | ----------------------------------------- | -------------- |
| 1     | 1931 | Arm wie eine Kirchenmaus               | Бедный как церковная мышь                 | ?              |
| 2     | 1934 | Wenn du jung bist, gehört dir die Welt | Когда ты молод, тебе принадлежит весь мир | Конюх Джузеппе |
| 3     | 1972 | Der Stoff, aus dem die Träume sind     | Из чего получаются мечты                  | ?              |

### Режиссёрская работа

#### Кинокартины
| № п/п | Год  | Оригинальное название    | Русскоязычное название  |
| ----- | ---- | ------------------------ | ----------------------- |
| 1     | 1956 | A Kiss Before Dying      | Поцелуй перед смертью   |
| 2     | 1957 | Crime of Passion         | Преступление страсти    |
| 3     | 1957 | Fury at Showdown         | Решающий поединок Фурии |
| 4     | 1957 | Valerie                  | Валери                  |
| 5     | 1958 | Paris Holiday            | Парижские каникулы      |
| 6     | 1958 | Screaming Mimi           | Кричащая женщина        |
| 7     | 1960 | Schachnovelle            | Шахматная новелла       |
| 8     | 1963 | Das Todesauge von Ceylon | Глаз Цейлона            |
| 9     | 1969 | 80 Steps to Jonah        | 80 шагов до Джоны       |
| 10    | 1975 | Bis zur bitteren Neige   | До самого конца         |

#### Телевизионные постановки
| № п/п | Год  | Оригинальное название                 | Русскоязычное название                   |
| ----- | ---- | ------------------------------------- | ---------------------------------------- |
| 1     | 1966 | Star Trek, The Conscience of the King | «Звёздный путь», «Совесть короля»        |
| 2     | 1967 | Star Trek, The Alternative Factor     | «Звёздный путь», «Альтернативный фактор» |